# Голяма водна земеровка
Голямата водна земеровка (Neomys fodiens) е вид дребни бозайници, принадлежащи към семейство Земеровкови (Soricidae). Разпространени са в умерените зони на Евразия от Британските острови да Северна Монголия, а в откъснати области - до течението на Яндзъ и Сахалин. Срещат се и в България, главно край течащи водни басейни в планините.
Голямата водна земеровка е сравнително едра за семейството с дължина на тялото и главата 64-95 mm и на опашката - 47-69 mm. По долната страна на опашката и по удълженото задно стъпало има твърди косми, които използва при плуване. Козината е гъста и къса, като се удължава през зимата. На цвят е тъмносива до черна по гърба и сребристобяла или жълтеникава по корема. При някои екземпляри част от долната страна е кафеникава.
Голямата водна земеровка е активна целогодишно през цялото денонощие. Живее в дупки, които сама копае, а понякога се заселва и в изоставени тунели на други животни. Храни се с мекотели, бръмбари, мравки, по-рядко с малки риби, жаби и попови лъжички, като намира храната си главно във водата. За едно денонощие изяжда до храна с маса до 116% от нейната собствена. Продължителността на живота е около 18 месеца, като за това време женските обикновено раждат три пъти – максимум веднъж през годината на собственото си раждане и два пъти през следващата година. Броят на малките при едно раждане е между 4 и 10.